# 2000년 7월
| 2000년: 1월 · 2월 · 3월 · 4월 · 5월 · 6월 · 7월 · 8월 · 9월 · 10월 · 11월 · 12월 |

| <          | 2000년 7월  | 2000년 7월 | 2000년 7월 | 2000년 7월 | 2000년 7월 | >           |
| 일         | 월          | 화         | 수         | 목         | 금         | 토          |
|            |             |            |            |            |            | 1 5.30 경신 |
| 2 6.1 신유 | 3 2 임술    | 4 3 계해   | 5 4 갑자   | 6 5 을축   | 7 6 병인   | 8 7 정묘    |
| 9 8 무진   | 10 9 기사   | 11 10 경오 | 12 11 신미 | 13 12 임신 | 14 13 계유 | 15 14 갑술  |
| 16 15 을해 | 17 16 병자  | 18 17 정축 | 19 18 무인 | 20 19 기묘 | 21 20 경진 | 22 21 신사  |
| 23 22 임오 | 24 23 계미  | 25 24 갑신 | 26 25 을유 | 27 26 병술 | 28 27 정해 | 29 28 무자  |
| 30 29 기축 | 31 7.1 경인 |            |            |            |            |             |

| 편집하기 |

## 2000년7월 16일
- 동아시아에서 개기 월식이 관측되다.
- 대한민국과 조선민주주의인민공화국이 8.15이산가족 상호 방문단 명단 200명씩을 주고받다.

## 2000년7월 6일
- 2006년 FIFA 월드컵 개최국으로 독일이 선정되다.

## 2000년7월 4일
- 대한민국에서 국어의 로마자 표기법이 개정되다.

## 2000년7월 2일
- 대한민국의 시외전화 지역번호가 16개로 간소화되다.

## 2000년7월 1일
- 대한민국에서 의약 분업이 본격적으로 시행되다.